# Antonio Mendoza (fotógrafo)
Antonio Mendoza  nació en La Habana, Cuba, el 21 de julio de 1941. Desde 1959 reside en Columbus, Ohio, Springfield, Misuri, Estados Unidos. Se destacó fundamentalmente como fotógrafo. Estudió Ingeniería en la Universidad de Yale en Connecticut, Estados Unidos desde 1959 hasta 1963. Y desde 1964 hasta 1968, también Arquitectura en la Escuela de Diseño de Harvard, Boston, Massachusetts, Estados Unidos. En 1976 comenzó a trabajar como Instructor de Fotografía en el Project Art Center de Cambridge, Massachusetts, Estados Unidos. Empleo que también consiguió en el Art Institute de Boston, Massachusetts y en el Centro internacional de Fotografía (ICP) en New York, Estados Unidos.
En 1987 fue artista invitado en la New York University de New York, Estados Unidos y al año siguiente, conferencista en el Departamento de Arte del Drury College en Springfield, Misuri, EUA.
En el periodo 1989-1990 fue profesor asistente invitado en el Departamento de Fotografía y Cine de la Universidad estatal de Ohio, en Ohio, Estados Unidos y en 1990 fue, asimismo, artista invitado, conferencista y profesor de Taller de Fotografía en el Departamento de Arte de la Universidad de Dennison, Estados Unidos. Tres años después fue invitado como profesor al Taller de Fotografía de la Facultad de Bellas Artes en Cuenca, España.

## Exposiciones personales
La mayoría de sus exposiciones personales tuvieron lugar en los Estados Unidos. En 1976 expuso en la Panopticon Gallery de Boston, Massachusetts y en 1981 en el Jacksonville Art Museum de Jacksonville, Florida. Dos años después mostró sus trabajos en el Catskill Center for Photography de Catskill, New York y en 1987 realizó Film in the Cities en Saint Paul, Minnesota. En 1992 fue invitado a la Photo Forum Gallery de Pittsburgh, Pensilvania y en 1993 presentó Tony Mendoza. Photos que cuentan cuentos/Imágenes Cuba-E.E.U.U. desde el 7 de septiembre al 8 de October en la Galería Nina Menocal de la Ciudad de México en México. Al año siguiente, desde el 19 de enero al 26 de febrero, regresa a galerías estadounidenses con Tony Mendoza. Cats and Dogs en la Witkin Gallery de New York, Estados Unidos.

## Exposiciones colectivas
Participó en diferentes exposiciones colectivas como Group Show de 1976 que tuvo lugar en el MIT Creative Photo Lab of Cambridge, en Massachusetts, Estados Unidos. En 1985 ocurre New Photography en el Museum of Modern Art de New York, Estados Unidos. En el '86, otra muestra se exhibe en el New York State Museum de Albany en New York, Estados Unidos y también otra en The Fotographers’ Gallery de Londres, Inglaterra. Presentó Outside Cuba/Fuera de Cuba desde el 25 de junio de 1985 hasta el 2 de agosto de 1987 en el Museum of Contemporary Hispanic Art (MOCHA) en New York. En 1990 Sings of the Self: Changing Perceptions fue expuesta en la Woodstock Artists Association en Woodstock, New York. En 1994 American Voices: Cuban American Photography in the U.S. tuvo su espacio en el George R. Brown Convention Center de Houston, Texas, Estados Unidos, así como Symbols and Images of Family. se presentó en la Concourse Gallery, Upper Arlington Municipal Center de Columbus, Ohio, Estados Unidos. En 1997 formó parte de Breaking Barriers. Selections from the Museum of Art’s Permanent Contemporary Cuban Collection. en el Museum of Art de Fort Lauderdale, Florida, Estados Unidos.

## Colecciones
Las siguientes instituciones poseen piezas suyas en sus colecciones: la Addison Gallery of American Art, Andover, Massachusetts, Estados Unidos, el 
Los Angeles County Museum en Los Ángeles, California, Estados Unidos, el First National Bank of Chicago en Chicago, Illinois, Estados Unidos el Fogg Museum of Harvard University en Cambridge, Massachusetts, Estados Unidos, el Kalamazoo Institute of Arts, Kalamazoo en Míchigan, Estados Unidos, el Metropolitan Museum of Art, New York, Estados Unidos así como el Museum of Modern Art en New York, Estados Unidos, el Museum of Fine Art de Boston, Massachusetts, Estados Unidos, el San Francisco Museum of Modern Art en San Francisco, California, Estados Unidos y el Toledo Museum of Art en Toledo, Ohio, Estados Unidos.

## Premios
Su trabajo ha sido festejado con un sinnúmero de premios. En 1981 obtuvo un galardón a través de la Emerging Photographer Fellowship. National Endowment for the Art Fellowship de Washington, D.C Estados Unidos y en 1985 la Guggenheim Foundation Fellowship for photography en New York, Estados Unidos también le donó una beca. Desde 1986 a 1990 recibió estipendios de la National Endowment for the Art Fellowship de Washington, D.C, Estados Unidos y en 1988 a través del Photography Panel Massachusetts Production Program. Massachusetts Council on the Arts and Humanities en Massachusetts, Estados Unidos En 1991 ganó la University Seed Grant de la Ohio State University en Ohio, Estados Unidos y en 1995 la Ohio Arts Council Fellowship lo congratuló también en los campos de fotografía y Escritura Creativa. 

## Filmografía
- 1991 MENDOZA, Antonio (Tony Mendoza). “Summer of 91,” video, 28’, EUA

- Datos: Q5699089